# Acetiléndikarboxilát

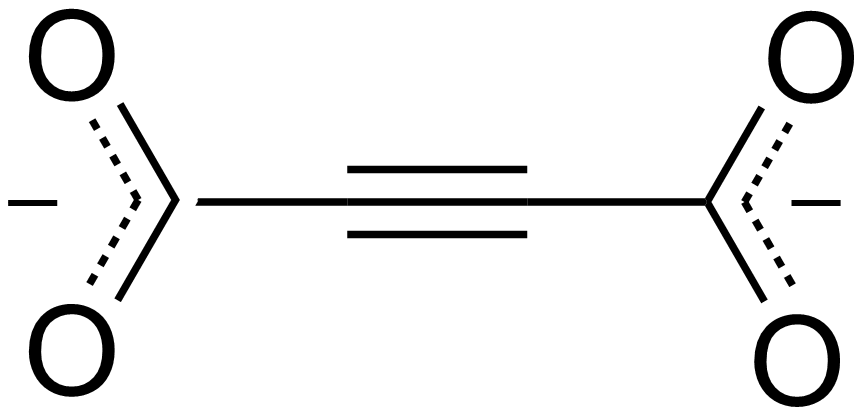
Az acetiléndikarboxilát szerkezete.

Az acetiléndikarboxilát egy kétszeresen negatív anion, képlete: C4O2−4 vagy [O2C–C≡C–CO2]2−. Az acetiléndikarbonsav anionja.
Az acetiléndikarbonsavnak az egyszeresen negatív töltésű anionja a hidrogén-acetiléndikarboxilát (HC4O−4).

## Előállítása és reakciói
A kálium-acetiléndikarboxilát só – K2C4O4 – az acetiléndikarbonsav szokásos szintézisének köztiterméke. Mindkét vegyületet E. Bandrowski állította elő 1877-ben.
Az acetiléndikarboxilát anion a fémorganikus komplexekben ligandumként szerepelhet, ilyen például a réz(II)-vel és 2,2'-bipiridinnel alkotott kék színű polimer komplexe: [CuC4O4·(C5H4N)2]n.
A tallium-acetiléndikarboxilát – Tl2C4O4 – 195 °C-on bomlik, melynek eredményeként pirofóros talliumpor marad vissza.

## Fordítás
Ez a szócikk részben vagy egészben  az   Acetylenedicarboxylate című angol Wikipédia-szócikk ezen változatának fordításán alapul.  Az eredeti cikk szerkesztőit annak laptörténete sorolja fel. Ez a jelzés csupán a megfogalmazás eredetét és a szerzői jogokat jelzi, nem szolgál a cikkben szereplő információk forrásmegjelöléseként.